# Glain et Salm Haute Ardenne
Glain et Salm Haute Ardenne est une revue d’histoire régionale créée en 1974 pour obvier à la dégradation dans son environnement et dans les témoignages du passé du canton de Vielsalm et des communes voisines en étudiant leur patrimoine culturel, en l’illustrant et, le cas échéant, en le défendant.